# Glossanodon pygmaeus
Glossanodon pygmaeus és una espècie de peix pertanyent a la família dels argentínids.

## Descripció
- Pot arribar a fer 11,3 cm de llargària màxima.
- Cos esvelt.
- 10-12 radis tous a l'aleta dorsal.
- 11-13 radis tous a l'anal.
- Bufeta natatòria sense pigment platejat.[5][6]

## Hàbitat
És un peix marí i batipelàgic que viu entre 92 i 458 m de fondària (normalment, entre 183 i 366).

## Distribució geogràfica
Es troba a l'Atlàntic occidental: des de Carolina del Sud fins al sud de Florida, el nord del golf de Mèxic, Cuba, Nicaragua, Veneçuela i el nord del Brasil.

## Observacions
És inofensiu per als humans.